# Pszczoła karłowata
Pszczoła karłowata (Apis florea) – gatunek błonkówki z rodzaju Apis (pszczoła), występujący w południowej Azji, w strefie klimatu tropikalnego. Pod koniec XX wieku dotarła do Afryki (pierwsze stwierdzenie w Chartumie w Sudanie w 1985) i zaczęła się tam powoli rozprzestrzeniać – po Sudanie i sąsiednich krajach.
Żyje na wolnym powietrzu, przeważnie w zaroślach, przytwierdzając do gałęzi drzew lub krzewów pojedynczy plaster o powierzchni około 5 dm². W centralnej części plastra znajdują się komórki pszczele, u dołu większe trutowe. Miód jest gromadzony w głębokich komórkach silnie rozbudowanej górnej części plastra. Ich gniazda są dobrze ukryte i trudne do odnalezienia. Zabezpieczają je przed mrówkami, pokrywając gałęzie lepkim kitem. Robotnice są jaskrawo ubarwione. Pszczoły te są łagodne i bojaźliwe, latają bardzo szybko, lecz na niewielką odległość, a atakując wydają charakterystyczne dźwięki.
W obrębie tego gatunku występuje zróżnicowanie geograficzne: pszczoły żyjące na terenach położonych bardziej na północ są większe od występujących na południu.
Nie mają znaczenia gospodarczego, chociaż tubylcy próbują ją udomowić (np. w Omanie).